# Панченко Павліна Єфремівна
Павліна Єфремівна Панченко (1909 — ?) — українська радянська діячка, свинарка, студентка Московської сільськогосподарської академії імені Тімірязєва. Депутат Верховної Ради СРСР 1-го скликання.

## Життєпис
Народилася в бідній селянській родині. З дитячих років наймитувала. Працювала в сільському господарстві.
Знатна свинарка колгоспу в Полтавській області.
На 1937 рік — студентка Московської сільськогосподарської академії імені Тімірязєва.
Член ВКП(б) з березня 1938 року.
З весни 1941 року перебувала на науковій роботі в радгоспі Полтавської області. На початку німецько-радянської війни 1941 року займалася евакуацією великої рогатої худоби та овець до Сталінградської області РРФСР.
Восени 1941 року захистила диплом зоотехніка в Московській сільськогосподарській академії імені Тімірязєва.
З осені 1941 до червня 1942 року працювала старшим зоотехніком Головного управління свинорадгоспів Народного комісаріату радгоспів СРСР.
З липня до вересня 1942 року організовувала евакуацію поголів'я корів, коней та овець із Ростовської області в колгоспи та радгоспи Приуралля, Казахської РСР та Західного Сибіру.
Восени 1942 року важко захворіла, лікувалася в госпіталі в Москві.
З 1943 року працював у відділі кадрів Головного управління свинорадгоспів Народного комісаріату радгоспів СРСР.
На 1974 рік — персональний пенсіонер.